# Вадвечокка
Вадвечокка (швед. Vadvetjåkka) — национальный парк в Швеции, находится на границе с Норвегией, в лене Норрботтен, коммуне Кируна. Над парком возвышается гора Вадвечокка. Основан в 1920 году. Площадь парка — 26.29 км2.

## Национальный парк
Задача парка — сохранить высокогорный ландшафт и среду обитания в первозданном виде. В парке есть берёзовые леса, горные ручьи, скалы и ледники. В парк не ведут дороги, поэтому, чтобы добраться до него, туристам приходится или плыть на лодке до северного берега озера Турнетреск и идти шесть километров до границ парка, или идти пешком двенадцать километров от ближайшей железнодорожной станции. В парке не предусмотрены хижины и места для ночлега.